# Christelijke hiphop
Christelijke hiphop (oorspronkelijk gospel rap, ook bekend als holy hiphop) is een vorm van hiphopmuziek waarin christelijke thema's worden gebruikt om het geloof tot uitdrukking te brengen en om het geloof over te brengen. In de christelijke hiphopscene is er niet een stijl (ook wel flavour (smaak) genoemd) die dominant is. In de wereldlijke of conventionele hiphop zijn er stijlen zoals East Coast, West Coast (of Left Coast), dirty south of prison rap die ook zijn terug te vinden in de christelijke variant.

## Geschiedenis

### Ontstaan
Waren christelijke hiphopartiesten zeldzaam in de tijd van groepen als Transformation Crusade (artiesten van de Liberty University, te horen in het nummer 'King of Glory' van Commissioned), nu zijn er veel meer christelijke hiphopartiesten. Pas tijdens de jaren 90 van de 20e eeuw werd "christelijke hiphop" als term gebruikelijk. Stephen Wiley was de eerste artiest die op commerciële basis een gospelrapcassette uitbracht, namelijk Bible Break in 1985. Bekender was de jonge christelijke MC D-Boy, die in 1991 in Texas werd vermoord omdat hij in bendes jongeren ronselde om ze te bekeren tot het christendom. D-Boy is mogelijk de eerste christelijke MC-martelaar. Op het album dat aan hem is opgedragen, A Tribute to D-Boy, zijn veel christelijke underground MC's te horen. dc Talk was het eerste grote commerciële succes onder christelijke hiphopgroepen, waarvan later ook Toby Mac bekend zou worden.
Veel van de artiesten van die tijd maakten hiphopmuziek om een christelijke boodschap te verspreiden, terwijl andere artiesten zichzelf beschouwden als christenen die "nu eenmaal toevallig" hiphopmuziek maken (bekeren is niet hun voornaamste doel). Veel van die mainstream hiphopartiesten hebben weleens hun geloof geuit in hun muziek (onder andere Kanye West, Ma$e, DMX en Will Smith) maar worden niet beschouwd als typisch christelijke hiphopartiesten, omdat de thema's in hun songteksten meestal geen direct verband hebben met spiritualiteit, en soms elementen bevatten die door sommigen als onchristelijk worden beschouwd.

### Opkomst en erkenning
Voor het nieuwe millennium was christelijke hiphop een niche met maar weinig artiesten die groot succes bereikten en met artiesten die genegeerd werden door zowel de christelijke als de wereldlijke muziekindustrie. Zoals vaker bij nieuwe muziekgenres vond de christelijke hiphopmuziek in het begin moeilijk een gehoor, ook onder de kerkelijke doelgroep. Inmiddels geniet het genre meer populariteit, net als andere christelijke popmuziek zoals christelijke metal (white metal) en christelijke punk.
Populaire genres die gemixt worden in de christelijke hiphop zijn onder andere pop, r&b, rock, metal, techno, reggae, funk en jazz. Vaak leidt samenwerking met popartiesten in de christelijke hiphop tot nummers met rapcoupletten en poprefreinen (zoals 'Nuisance', John Reubens succesvolle duet met Matt Thiessen van de poppunkband Relient K, en KJ-52's single 'Are You Real?' waarop ook Jon Micah Sumrall van de rockband Kutless is te horen). KJ-52 en Toby Mac zijn twee van de meest succesvolle artiesten in het genre die hiphop combineren met andere muziekgenres, hoewel ze daarop ook kritiek ontvangen. Populaire conventionele christelijke hiphopgroepen zijn onder andere GRITS (die ook in de mainstream-muziek succes hebben gehad), The Cross Movement, T-Bone, LA Symphony en Mars ILL. Onder christelijke underground rappers en hiphopgroepen heeft conventionele hiphop zoals crunk meestal meer aanzien dan pop-rap.
Met de opkomst van het genre nemen ook de christelijke hiphopvideo's en dvd's toe in populariteit.

## Bands en artiesten
Artiesten als Toby Mac, KJ-52, John Reuben en Paul Wright maken regelmatig nummers in nu-metal- en rapcorestijl, maar verenigen in hun muziek ook vaak rap en zang in de stijlen r&b en pop. Paul Wright beschrijft zijn muziek als "folk hop" en zijn albums bestaan voornamelijk uit akoestische pop met af en toe hiphop-elementen. Daarin lijkt hij erg op zijn collega Mat Kearney. John Reubens muziek is opvallend vanwege de afwezigheid van samples en het gebruik van een band in plaats van samples, zoals ook de chassidische rapper Matisyahu dat doet.
In het Verenigd Koninkrijk is christelijke hiphop te horen van groepen als BoomboomTown en One Love; hun muziek is iconisch voor christelijke underground hiphopkringen. Ook in Japan groeit de christelijke hiphopscene met artiesten als Yoshi Blessed en Hinds 57.

## Labels
In de beginperiode leden veel nummers onder een lowbudgetproductie. Christelijke hiphop groeide in populariteit met de komst van Gotee Records in 1994, die populaire artiesten wist aan te trekken als GRITS en Verbs (toen bekend als "Knowdaverbs"), die door All Music Guide werd beschouwd als "zeldzaamheid: een getalenteerde gospelrapper". Ook holy hiphop is een christelijk rap- en hiphopplatenlabel en is gevestigd in Atlanta, Georgia.

## Evenementen
Evenementen zoals RapFest (jaarlijks gehouden in augustus in New York) en ook conferenties zoals de Holy Hip Hop Showcase (jaarlijks gehouden in januari in Atlanta) hebben bijgedragen aan de toename van het evangelisch christendom onder jongeren en jongvolwassenen. Shows waarin prijzen worden uitgereikt voor christelijke muziek zoals de Dove Awards en de Stellar Awards hebben rap- en hiphopcategorieën toegevoegd.

## Trivia
KJ-52 richtte zich met zijn single 'Dear Slim' tot Eminem in een poging hem te raken met een christelijke boodschap. Het nummer werd bekend bij Eminem-fans toen het te horen was in de show Total Request Live. Hoewel het nummer volgens KJ-52 geen diss is, ontving hij wel hatemail (waaronder doodsbedreigingen) van Eminem-fans. Dit leidde ertoe dat de single niet langer werd uitgezonden door VH1, wat de artiest heeft verwerkt in het nummer 'Washed Up'.

## Christelijke graffiti
Al jaren duiken er in de graffiti-scene kunstwerken op met een christelijke boodschap. Een van de bekendste artiesten is de uit New York afkomstige tagger "Jesus Saves". Ook geniet het wereldwijde collectief Gospel graffiti wel bekendheid.